# Lúčka (Svidník)
Lúčka (bis 1927 slowakisch auch „Lúčky“; ungarisch Tapolylucska – bis 1907 Taplilucska) ist eine Gemeinde im Nordosten der Slowakei mit 507 Einwohnern (Stand 31. Dezember 2024), die im Okres Svidník, einem Kreis des Prešovský kraj sowie in der traditionellen Landschaft Šariš liegt.

## Geographie
Die Gemeinde befindet sich im südwestlichen Teil des Berglands Ondavská vrchovina in den Niederen Beskiden, am Bach Topoľa am Zusammenfluss mit dem rechtsseitigen Čepcovský potok und dem linksseitigen Čurlík, im Einzugsgebiet der Topľa. Das Ortszentrum liegt auf einer Höhe von 179 m n.m. und ist vier Kilometer von Giraltovce sowie 32 Kilometer von Svidník entfernt.
Nachbargemeinden sind Kalnište im Norden, Lužany pri Topli und Giraltovce im Nordosten, Kračúnovce im Osten und Süden und Kuková im Westen.

## Geschichte
Lúčka entstand um die Mitte des 14. Jahrhunderts in der Herrschaft von Chmeľovec und wurde zum ersten Mal 1401 als Luchka schriftlich erwähnt. 1427 wurden 21 Porta verzeichnet und das Dorf war bis zum 19. Jahrhundert Besitz des Geschlechts Bán.
1787 hatte die Ortschaft 16 Häuser und 114 Einwohner, 1828 zählte man 20 Häuser und 175 Einwohner, die als Landwirte beschäftigt waren.
Bis 1918 gehörte der im Komitat Sáros liegende Ort zum Königreich Ungarn und kam danach zur Tschechoslowakei beziehungsweise heute Slowakei. Nach dem Zweiten Weltkrieg pendelte ein Teil der Einwohner zur Arbeit in Industriebetrieben nach Bardejov, Giraltovce, Svidník und Košice, die Landwirte waren privat organisiert.
Von 1986 bis 1990 war Lúčka Ortsteil der Gemeinde Kračúnovce.

## Bevölkerung
| Jahr                | 1994 | 2004     | 2014    | 2024    |
| ------------------- | ---- | -------- | ------- | ------- |
| Anzahl der Personen | 477  | 531      | 519     | 507     |
| Unterschied         |      | +11,32 % | −2,25 % | −2,31 % |

| Jahr                | 2023 | 2024    |
| ------------------- | ---- | ------- |
| Anzahl der Personen | 514  | 507     |
| Unterschied         |      | −1,36 % |

Gemäß der Volkszählung 2011 wohnten in Lúčka 522 Einwohner, davon 492 Slowaken, 12 Roma sowie jeweils zwei Russinen und Tschechen. Ein Einwohner gab eine andere Ethnie an und 13 Einwohner machten keine Angabe zur Ethnie.
451 Einwohner bekannten sich zur römisch-katholischen Kirche, 29 Einwohner zur Evangelischen Kirche A. B., 17 Einwohner zur griechisch-katholischen Kirche, drei Einwohner zur orthodoxen Kirche und ein Einwohner zur Bahai-Religion. Ein Einwohner bekannten sich zu einer anderen Konfession, fünf Einwohner waren konfessionslos und bei 15 Einwohnern wurde die Konfession nicht ermittelt.

## Bauwerke und Denkmäler
- römisch-katholische Kirche Mariä Himmelfahrt aus dem Jahr 1993

## Infrastruktur und Verkehr
Die Gemeinde betreibt einen Kindergarten und eine Grundschule (1. und 2. Klasse).
Durch Lúčka verläuft Cesta I. triedy 21 („Straße 1. Ordnung“) von Lipníky zur polnischen Grenze bei Vyšný Komárnik, die kurze Cesta III. triedy 3556 („Straße 3. Ordnung“) verbindet das nördliche bebaute Ortsgebiet mit der I/21.